# Gigi Causey
Gigi Causey ist eine amerikanische Filmproduzentin, die bei der Oscarverleihung 2012 für die Produktion von Time Freak  für den Oscar in der Kategorie Bester Kurzfilm nominiert war. Diese Nominierung teilte sie mit Regisseur Andrew Bowler, der auch ihr Ehemann ist. Causey ist Absolventin der University of Texas at Austin. Sie arbeitete zunächst als Schauspielerin, Szenenbildnerin, Kamerafrau und Kostümbildnerin, bevor sie 2003 bei Knock First als Produktionsmanagerin in die Filmproduktion einstieg.

## Filmographie
- 1994: Alptraum hinter verschlossenen Türen (Without Consent, Fernsehfilm)
- 1996: Purgatory County
- 1997: Austin Stories (Fernsehserie)
- 1998: Sanity
- 1999: Trespasses (Kurzfilm)
- 1998: Olympia
- 1999: Sweet Thing
- 2003: Knock First (Fernsehserie)
- 2003–2006: Queer Eye (Fernsehsendung)
- 2004: Home Delivery (Fernsehserie)
- 2004: Keane
- 2004: King of the Corner
- 2004: America Brown
- 2005: Before It Had a Name
- 2005: The Ballad of Jack and Rose
- 2006: Beer League
- 2007: If I Didn’t Care
- 2008: Nick und Norah – Soundtrack einer Nacht (Nick and Norah’s Infinite Playlist)
- 2008: The Lucky Ones
- 2009: Arctic Roughnecks (Dokumentar-Fernsehserie)
- 2009: All Worked Up (Fernsehserie)
- 2009: May the Best Man Win
- 2009: The Detonators (Dokumentar-Fernsehserie)
- 2009: Primal Connections (Dokumentar-Fernsehfilm)
- 2011: Time Freak (Kurzfilm)
- 2012: Vamps – Dating mit Biss (Vamps)
- 2012: Safe House
- 2013: N.Y.C. Underground (Video/DVD)
- 2013: Scary Movie 5
- 2014: Kill the Messenger
- 2015: Scream (Fernsehserie)
- 2015: Straight Outta Compton
- 2016: Blood in the Water